# Phragmatobia taurica
Phragmatobia taurica är en fjärilsart som beskrevs av Daniel 1970. Phragmatobia taurica ingår i släktet Phragmatobia och familjen björnspinnare. Inga underarter finns listade i Catalogue of Life.